# Llista de topònims de Santa Coloma de Queralt
Llista de topònims (noms propis de lloc) del municipi de Santa Coloma de Queralt, a la Conca de Barberà
Informació actualitzada per un bot. Els canvis manuals es perdran quan s'actualitzi!

## cabana
| imatge | Nom                             | Ubicat a                | instància de | Detalls | coordenades                                                         | Protecció | Commons (més fotos) | Dades a WD                    |
| ------ | ------------------------------- | ----------------------- | ------------ | ------- | ------------------------------------------------------------------- | --------- | ------------------- | ----------------------------- |
|        | Coberts del Martell             | Santa Coloma de Queralt | cabana       |         | 41° 31′ 44″ N, 1° 22′ 44″ E / 41.5289963103006°N,1.37892809992235°E |           |                     | Modifica les dades a Wikidata |
|        | Coberts del Roca                | Santa Coloma de Queralt | cabana       |         | 41° 32′ 19″ N, 1° 22′ 43″ E / 41.5386466809936°N,1.37856719645881°E |           |                     | Modifica les dades a Wikidata |
|        | Porxo de la Palla               | Santa Coloma de Queralt | cabana       |         | 41° 32′ 16″ N, 1° 19′ 51″ E / 41.5376412232961°N,1.33096506869574°E |           |                     | Modifica les dades a Wikidata |
|        | barraca de Fabregat             | Santa Coloma de Queralt | cabana       |         | 41° 32′ 43″ N, 1° 25′ 20″ E / 41.5451638290676°N,1.42230862441542°E |           |                     | Modifica les dades a Wikidata |
|        | barraca de Soler                | Santa Coloma de Queralt | cabana       |         | 41° 34′ 24″ N, 1° 24′ 57″ E / 41.5733745367033°N,1.41582890643799°E |           |                     | Modifica les dades a Wikidata |
|        | barraca del Bon Lluís           | Santa Coloma de Queralt | cabana       |         | 41° 31′ 55″ N, 1° 24′ 07″ E / 41.531883987289°N,1.40183447722141°E  |           |                     | Modifica les dades a Wikidata |
|        | barraca del Daniel              | Santa Coloma de Queralt | cabana       |         | 41° 31′ 12″ N, 1° 22′ 41″ E / 41.5200209686521°N,1.37797767884872°E |           |                     | Modifica les dades a Wikidata |
|        | barraca del Galo                | Santa Coloma de Queralt | cabana       |         | 41° 32′ 37″ N, 1° 24′ 42″ E / 41.5436110179353°N,1.41158036750255°E |           |                     | Modifica les dades a Wikidata |
|        | barraca del Maró                | Santa Coloma de Queralt | cabana       |         | 41° 32′ 31″ N, 1° 23′ 26″ E / 41.5418695465428°N,1.39063105426486°E |           |                     | Modifica les dades a Wikidata |
|        | barraca del Quelet              | Santa Coloma de Queralt | cabana       |         | 41° 31′ 13″ N, 1° 22′ 43″ E / 41.5203076909042°N,1.37850982202068°E |           |                     | Modifica les dades a Wikidata |
|        | barraca del Querol              | Santa Coloma de Queralt | cabana       |         | 41° 31′ 49″ N, 1° 19′ 43″ E / 41.5302556670942°N,1.3284939955251°E  |           |                     | Modifica les dades a Wikidata |
|        | cobert del Guillem de Figuerola | Santa Coloma de Queralt | cabana       |         | 41° 31′ 36″ N, 1° 22′ 31″ E / 41.5265753761515°N,1.3752370214947°E  |           |                     | Modifica les dades a Wikidata |
|        | cobert del Meliton              | Santa Coloma de Queralt | cabana       |         | 41° 32′ 19″ N, 1° 24′ 56″ E / 41.538648087436°N,1.41549003405828°E  |           |                     | Modifica les dades a Wikidata |
|        | cobert del Modesto              | Santa Coloma de Queralt | cabana       |         | 41° 32′ 11″ N, 1° 23′ 22″ E / 41.5364407923798°N,1.38951896776432°E |           |                     | Modifica les dades a Wikidata |
|        | cobert del Pereres              | Santa Coloma de Queralt | cabana       |         | 41° 31′ 33″ N, 1° 22′ 04″ E / 41.5259131175505°N,1.36790643672647°E |           |                     | Modifica les dades a Wikidata |
|        | corral del Roset                | Santa Coloma de Queralt | cabana       |         | 41° 32′ 25″ N, 1° 19′ 33″ E / 41.5403132541438°N,1.325801362183°E   |           |                     | Modifica les dades a Wikidata |
|        | era de Cecílio                  | Santa Coloma de Queralt | cabana       |         | 41° 31′ 38″ N, 1° 19′ 57″ E / 41.5273606037933°N,1.33257179299719°E |           |                     | Modifica les dades a Wikidata |
|        | era del Benet                   | Santa Coloma de Queralt | cabana       |         | 41° 34′ 42″ N, 1° 23′ 43″ E / 41.5782666628198°N,1.39514941986558°E |           |                     | Modifica les dades a Wikidata |
|        | era del Pequenyo                | Santa Coloma de Queralt | cabana       |         | 41° 32′ 08″ N, 1° 20′ 28″ E / 41.5355081368422°N,1.34102933431813°E |           |                     | Modifica les dades a Wikidata |
|        | era del Pinyol                  | Santa Coloma de Queralt | cabana       |         | 41° 32′ 14″ N, 1° 25′ 34″ E / 41.5371537290852°N,1.42603971749321°E |           |                     | Modifica les dades a Wikidata |
|        | era del Roset                   | Santa Coloma de Queralt | cabana       |         | 41° 31′ 54″ N, 1° 19′ 23″ E / 41.5316275946389°N,1.32312463468965°E |           |                     | Modifica les dades a Wikidata |
|        | era del Xavier Mas              | Santa Coloma de Queralt | cabana       |         | 41° 31′ 29″ N, 1° 22′ 30″ E / 41.5246788241587°N,1.37487697718966°E |           |                     | Modifica les dades a Wikidata |
|        | pallissa de Ca l'Angeleta       | Santa Coloma de Queralt | cabana       |         | 41° 32′ 38″ N, 1° 26′ 38″ E / 41.5438823103302°N,1.44393186210418°E |           |                     | Modifica les dades a Wikidata |
|        | pallissa de Cal Pont            | Santa Coloma de Queralt | cabana       |         | 41° 34′ 21″ N, 1° 26′ 28″ E / 41.5723675331566°N,1.44099337053165°E |           |                     | Modifica les dades a Wikidata |
|        | pallissa del Bordes             | Santa Coloma de Queralt | cabana       |         | 41° 31′ 22″ N, 1° 22′ 45″ E / 41.5226391197537°N,1.37905085546383°E |           |                     | Modifica les dades a Wikidata |
|        | pallissa del Joan Xic           | Santa Coloma de Queralt | cabana       |         | 41° 33′ 18″ N, 1° 25′ 23″ E / 41.5548729296514°N,1.42293584034513°E |           |                     | Modifica les dades a Wikidata |

## carrer
| imatge | Nom                                                   | Ubicat a                | instància de | Detalls                     | coordenades                                          | Protecció                                  | Commons (més fotos)                 | Dades a WD                    |
| ------ | ----------------------------------------------------- | ----------------------- | ------------ | --------------------------- | ---------------------------------------------------- | ------------------------------------------ | ----------------------------------- | ----------------------------- |
|        | Carrer Nou de la Pobla de Carivenys                   | Santa Coloma de Queralt | carrer       | Estil: arquitectura popular | 41° 34′ 08″ N, 1° 26′ 28″ E / 41.568799°N,1.441215°E | bé integrant del patrimoni cultural català | Carrer Nou de la Pobla de Carivenys | Modifica les dades a Wikidata |
|        | carrer de les Quarteres dels Jueus i baixada del Call | Santa Coloma de Queralt | carrer       | Estil: arquitectura popular | 41° 31′ 57″ N, 1° 23′ 05″ E / 41.53246°N,1.384775°E  | bé integrant del patrimoni cultural català | Call de Santa Coloma de Queralt     | Modifica les dades a Wikidata |

## casa
| imatge | Nom                 | Ubicat a                | instància de | Detalls                                                 | coordenades                                          | Protecció                                  | Commons (més fotos)                           | Dades a WD                    |
| ------ | ------------------- | ----------------------- | ------------ | ------------------------------------------------------- | ---------------------------------------------------- | ------------------------------------------ | --------------------------------------------- | ----------------------------- |
|        | Ca l'Eugeni Marc    | Santa Coloma de Queralt | casa         | Estil: arquitectura popular                             | 41° 31′ 56″ N, 1° 23′ 03″ E / 41.532212°N,1.384263°E | bé integrant del patrimoni cultural català | Ca l'Eugeni Marc                              | Modifica les dades a Wikidata |
|        | Casa dels Requesens | Santa Coloma de Queralt | casa         | Estil: arquitectura gòtica arquitectura del Renaixement | 41° 34′ 26″ N, 1° 25′ 39″ E / 41.573794°N,1.427536°E | bé integrant del patrimoni cultural català | Casa dels Requesens (Santa Coloma de Queralt) | Modifica les dades a Wikidata |

## castell
| imatge | Nom                                | Ubicat a                | instància de | Detalls                                                                                    | coordenades                                                                                | Protecció                                            | Commons (més fotos)                | Dades a WD                    |
| ------ | ---------------------------------- | ----------------------- | ------------ | ------------------------------------------------------------------------------------------ | ------------------------------------------------------------------------------------------ | ---------------------------------------------------- | ---------------------------------- | ----------------------------- |
|        | Castell d'Aguiló                   | Aguiló                  | castell      | 12nd century                                                                               | 41° 33′ 10″ N, 1° 25′ 08″ E / 41.5529°N,1.41901°E ca:Aguiló, carretera d'Igualada 809 msnm | bé d'interès cultural bé cultural d'interès nacional | Castell d'Aguiló                   | Modifica les dades a Wikidata |
|        | Castell de Santa Coloma de Queralt | Santa Coloma de Queralt | castell      | Estil: arquitectura romànica arquitectura gòtica arquitectura del Renaixement 11st century | 41° 32′ 00″ N, 1° 23′ 02″ E / 41.5332°N,1.38378°E ca:Plaça del Castell 675 msnm            | bé d'interès cultural bé cultural d'interès nacional | Castell de Santa Coloma de Queralt | Modifica les dades a Wikidata |

## creu de terme
| imatge | Nom                                      | Ubicat a                | instància de  | Detalls                                 | coordenades                                                                                     | Protecció                                  | Commons (més fotos)                      | Dades a WD                    |
| ------ | ---------------------------------------- | ----------------------- | ------------- | --------------------------------------- | ----------------------------------------------------------------------------------------------- | ------------------------------------------ | ---------------------------------------- | ----------------------------- |
|        | creu de terme de Barràs                  | Santa Coloma de Queralt | creu de terme | Estil: arquitectura popular             | 41° 33′ 01″ N, 1° 26′ 06″ E / 41.550214°N,1.434982°E                                            | bé integrant del patrimoni cultural català | Creu de terme de Barràs                  | Modifica les dades a Wikidata |
|        | creu de terme de la Banya                | Santa Coloma de Queralt | creu de terme | Estil: arquitectura gòtica 15th century | 41° 31′ 59″ N, 1° 23′ 02″ E / 41.533187°N,1.383848°E ca:Interior del castell dels Comtes        | bé integrant del patrimoni cultural català | Creu de terme de la Banya                | Modifica les dades a Wikidata |
|        | creu de terme de la Font de les Canelles | Santa Coloma de Queralt | creu de terme | Estil: arquitectura gòtica 14th century | 41° 31′ 57″ N, 1° 23′ 13″ E / 41.5325°N,1.3869444444444°E ca:Pg. de la Muralla - pl. de la Font | bé integrant del patrimoni cultural català | Creu de terme de la Font de les Canelles | Modifica les dades a Wikidata |
|        | creu de terme del Niceta                 | Santa Coloma de Queralt | creu de terme | Estil: arquitectura popular             | 41° 32′ 16″ N, 1° 22′ 39″ E / 41.537696°N,1.377512°E ca:Camí Reial de Cervera 692 msnm          | bé integrant del patrimoni cultural català | Creu de terme del Niceta                 | Modifica les dades a Wikidata |

## curs d'aigua
| imatge | Nom               | Ubicat a                                | instància de | Detalls                                                 | coordenades                                                                                               | Protecció | Commons (més fotos) | Dades a WD                    |
| ------ | ----------------- | --------------------------------------- | ------------ | ------------------------------------------------------- | --- | --------- | ------------------- | ----------------------------- |
|        | riera de Clariana | Santa Coloma de Queralt Argençola Jorba | curs d'aigua | Desemboca: Anoia                                        | 41° 33′ 37″ N, 1° 24′ 03″ E / 41.560313°N,1.400782°E 41° 35′ 45″ N, 1° 32′ 36″ E / 41.595934°N,1.543274°E |           | Riera de Clariana   | Modifica les dades a Wikidata |
|        | riu Gaià          | Conca de Barberà Alt Camp Tarragonès    | curs d'aigua | Desemboca: mar Mediterrània Llarg: 59km Conca: 423.8km² | 41° 31′ 55″ N, 1° 23′ 15″ E / 41.531903°N,1.38742°E 41° 07′ 53″ N, 1° 22′ 03″ E / 41.131362°N,1.367462°E  |           | Gaià River          | Modifica les dades a Wikidata |

## edifici
| imatge | Nom                                                         | Ubicat a                | instància de            | Detalls                     | coordenades                                                                                 | Protecció                                  | Commons (més fotos)                                        | Dades a WD                    |
| ------ | ----------------------------------------------------------- | ----------------------- | ----------------------- | --------------------------- | ------------------------------------------------------------------------------------------- | ------------------------------------------ | ---------------------------------------------------------- | ----------------------------- |
|        | Antiga Casa de Salut                                        | Santa Coloma de Queralt | edifici                 |                             | 41° 32′ 08″ N, 1° 23′ 06″ E / 41.535528°N,1.38504°E ca:Ctra. d'Igualada, 42 675 msnm        | bé cultural d'interès local                | Antiga Casa de Salut (Santa Coloma de Queralt)             | Modifica les dades a Wikidata |
|        | Farinera de Santa Coloma de Queralt                         | Santa Coloma de Queralt | edifici                 | 1893                        | 41° 31′ 48″ N, 1° 22′ 40″ E / 41.529917°N,1.377769°E ca:Carretera de Montblanc, 38 686 msnm | bé integrant del patrimoni cultural català | Farinera de Santa Coloma de Queralt                        | Modifica les dades a Wikidata |
|        | Façana de l'escorxador municipal                            | Santa Coloma de Queralt | edifici                 | Estil: arquitectura popular | 41° 31′ 49″ N, 1° 23′ 16″ E / 41.530324°N,1.387899°E                                        | bé integrant del patrimoni cultural català | Façana de l'escorxador municipal (Santa Coloma de Queralt) | Modifica les dades a Wikidata |
|        | Institut d'Ensenyament Secundari de Santa Coloma de Queralt | Santa Coloma de Queralt | edifici edifici escolar | Estil: noucentisme          | 41° 31′ 53″ N, 1° 22′ 54″ E / 41.531519°N,1.381764°E                                        | bé integrant del patrimoni cultural català | Institut d'Ensenyament Secundari (Santa Coloma de Queralt) | Modifica les dades a Wikidata |
|        | Magatzem del Sindicat Agrícola                              | Santa Coloma de Queralt | edifici                 | Estil: arquitectura moderna | 41° 31′ 51″ N, 1° 22′ 55″ E / 41.530904705922424°N,1.3818751001342937°E                     | bé integrant del patrimoni cultural català |                                                            | Modifica les dades a Wikidata |
|        | Masia del Niceta                                            | Santa Coloma de Queralt | edifici                 |                             | 41° 32′ 16″ N, 1° 22′ 38″ E / 41.5376821785699°N,1.37723667646866°E                         |                                            |                                                            | Modifica les dades a Wikidata |
|        | Resclosa de l'Escorxador                                    | Santa Coloma de Queralt | edifici                 | Estil: arquitectura popular | 41° 31′ 51″ N, 1° 23′ 20″ E / 41.530836783176845°N,1.388847837571425°E                      | bé integrant del patrimoni cultural català |                                                            | Modifica les dades a Wikidata |
|        | el Convent                                                  | Santa Coloma de Queralt | edifici convent         |                             | 41° 31′ 48″ N, 1° 23′ 10″ E / 41.5299249613388°N,1.38603677376557°E                         |                                            |                                                            | Modifica les dades a Wikidata |

## entitat singular de població
| imatge | Nom                     | Ubicat a                | instància de                                   | Detalls  | coordenades                                                       | Protecció | Commons (més fotos)                             | Dades a WD                    |
| ------ | ----------------------- | ----------------------- | ---------------------------------------------- | -------- | ----------------------------------------------------------------- | --------- | ----------------------------------------------- | ----------------------------- |
|        | Aguiló                  | Santa Coloma de Queralt | entitat singular de població                   | 18 hab   | 41° 33′ 09″ N, 1° 25′ 10″ E / 41.552525°N,1.41938056°E 796 msnm   |           | Aguiló (Santa Coloma de Queralt)                | Modifica les dades a Wikidata |
|        | Santa Coloma de Queralt | Santa Coloma de Queralt | entitat singular de població capital municipal | 2775 hab | 41° 31′ 55″ N, 1° 23′ 07″ E / 41.53184192°N,1.38517258°E 674 msnm |           |                                                 | Modifica les dades a Wikidata |
|        | la Pobla de Carivenys   | Santa Coloma de Queralt | entitat singular de població                   | 22 hab   | 41° 34′ 09″ N, 1° 26′ 28″ E / 41.56926111°N,1.44123889°E 700 msnm |           | La Pobla de Cariveyns (Santa Coloma de Queralt) | Modifica les dades a Wikidata |
|        | les Roques d'Aguiló     | Santa Coloma de Queralt | entitat singular de població                   | 8 hab    | 41° 34′ 35″ N, 1° 25′ 39″ E / 41.57638889°N,1.4275°E 640 msnm     |           | Les Roques d'Aguiló (Santa Coloma de Queralt)   | Modifica les dades a Wikidata |

## església
| imatge | Nom                                          | Ubicat a                | instància de | Detalls                                          | coordenades | Protecció                                            | Commons (més fotos)                                   | Dades a WD                    |
| ------ | -------------------------------------------- | ----------------------- | ------------ | ------------------------------------------------ | --- | ---------------------------------------------------- | ----------------------------------------------------- | ----------------------------- |
|        | Església de Sant Pere de les Roques d’Aguiló | Santa Coloma de Queralt | església     | Estil: arquitectura romànica                     | 41° 34′ 35″ N, 1° 25′ 39″ E / 41.576358°N,1.427413°E ca:Desviació que surt de la carretera d'Igualada              | bé integrant del patrimoni cultural català           | Sant Pere de les Roques                               | Modifica les dades a Wikidata |
|        | Mare de Déu del Roser                        | Santa Coloma de Queralt | església     |                                                  | 41° 31′ 58″ N, 1° 20′ 07″ E / 41.5327230507463°N,1.33528691285688°E ca:Masia la Casa Blanca                        |                                                      |                                                       | Modifica les dades a Wikidata |
|        | Masia de Sant Pere Nolasc                    | Santa Coloma de Queralt | església     |                                                  | 41° 32′ 12″ N, 1° 24′ 05″ E / 41.53653°N,1.401411°E ca:Mas d'en Briàs                                              |                                                      |                                                       | Modifica les dades a Wikidata |
|        | Sant Jaume d'Almenara                        | Santa Coloma de Queralt | església     | Estil: arquitectura romànica                     | 41° 32′ 48″ N, 1° 26′ 52″ E / 41.546628°N,1.447841°E ca:Camí que surt d'Aguiló i arriba a la masia d'Almenara      | bé integrant del patrimoni cultural català           | Sant Jaume d'Almenara                                 | Modifica les dades a Wikidata |
|        | Sant Miquel de la Portella                   | Santa Coloma de Queralt | església     | Estil: arquitectura romànica                     | 41° 34′ 16″ N, 1° 24′ 33″ E / 41.571177°N,1.4093°E ca:Camí que surt de la carretera de Santa Coloma a la Panadella | bé integrant del patrimoni cultural català           | Sant Miquel de la Portella                            | Modifica les dades a Wikidata |
|        | Sant Vicenç d'Aguiló                         | Santa Coloma de Queralt | església     | Estil: arquitectura romànica                     | 41° 33′ 04″ N, 1° 25′ 14″ E / 41.551071°N,1.420512°E ca:Afores d'Aguiló                                            | bé integrant del patrimoni cultural català           | Sant Vicenç d'Aguiló                                  | Modifica les dades a Wikidata |
|        | Santa Maria de Bell-lloc                     | Santa Coloma de Queralt | església     | Estil: arquitectura gòtica arquitectura romànica | 41° 31′ 44″ N, 1° 23′ 09″ E / 41.528964°N,1.385839°E ca:Passeig Mossèn Joan Segura / Carrer del Pou de Gel         | bé d'interès cultural bé cultural d'interès nacional | Santa Maria de Bell-lloc                              | Modifica les dades a Wikidata |
|        | Santa Maria de Santa Coloma de Queralt       | Santa Coloma de Queralt | església     | Estil: arquitectura gòtica                       | 41° 31′ 55″ N, 1° 23′ 06″ E / 41.532026°N,1.384964°E                                                               | bé integrant del patrimoni cultural català           | Església de Santa Coloma de Queralt                   | Modifica les dades a Wikidata |
|        | capella de Sant Magí                         | Santa Coloma de Queralt | església     | Estil: arquitectura popular                      | 41° 31′ 44″ N, 1° 23′ 33″ E / 41.528921°N,1.392541°E                                                               | bé integrant del patrimoni cultural català           | Capella de Sant Magí (Santa Coloma de Queralt)        | Modifica les dades a Wikidata |
|        | església de Sant Joan Baptista               | la Pobla de Carivenys   | església     | Estil: arquitectura popular 12nd century         | 41° 34′ 12″ N, 1° 26′ 24″ E / 41.570107°N,1.440118°E ca:C. Nou 699 msnm                                            | bé integrant del patrimoni cultural català           | Sant Joan Baptista de la Pobla de Carivenys           | Modifica les dades a Wikidata |
|        | església de Santa Magdalena                  | Santa Coloma de Queralt | església     | Estil: arquitectura gòtica                       | 41° 31′ 58″ N, 1° 23′ 02″ E / 41.532824°N,1.384018°E                                                               | bé integrant del patrimoni cultural català           | Església de Santa Magdalena (Santa Coloma de Queralt) | Modifica les dades a Wikidata |

## font
| imatge | Nom                  | Ubicat a                | instància de | Detalls                     | coordenades                                                         | Protecció                                  | Commons (més fotos)  | Dades a WD                    |
| ------ | -------------------- | ----------------------- | ------------ | --------------------------- | ------------------------------------------------------------------- | ------------------------------------------ | -------------------- | ----------------------------- |
|        | font Voltada         | Santa Coloma de Queralt | font         |                             | 41° 34′ 03″ N, 1° 26′ 38″ E / 41.5675892134007°N,1.44397468033412°E |                                            |                      | Modifica les dades a Wikidata |
|        | font d'en Segura     | Santa Coloma de Queralt | font         |                             | 41° 34′ 24″ N, 1° 25′ 57″ E / 41.573393370372°N,1.432380550181°E    |                                            |                      | Modifica les dades a Wikidata |
|        | font de l'Arç        | Santa Coloma de Queralt | font         |                             | 41° 32′ 27″ N, 1° 25′ 12″ E / 41.540798910177°N,1.4199810947224°E   |                                            |                      | Modifica les dades a Wikidata |
|        | font de la Carrerada | Santa Coloma de Queralt | font         |                             | 41° 32′ 39″ N, 1° 25′ 02″ E / 41.5440956978307°N,1.41733519512841°E |                                            |                      | Modifica les dades a Wikidata |
|        | font del Codony      | Santa Coloma de Queralt | font         |                             | 41° 31′ 56″ N, 1° 22′ 09″ E / 41.5322366548869°N,1.3692218277388°E  |                                            |                      | Modifica les dades a Wikidata |
|        | font del Roset       | Santa Coloma de Queralt | font         |                             | 41° 32′ 06″ N, 1° 19′ 44″ E / 41.535009376882°N,1.3290197622403°E   |                                            |                      | Modifica les dades a Wikidata |
|        | font dels Comtes     | Santa Coloma de Queralt | font         | Estil: arquitectura barroca | 41° 31′ 58″ N, 1° 23′ 13″ E / 41.532657°N,1.386975°E                | bé integrant del patrimoni cultural català | Font de les Canelles | Modifica les dades a Wikidata |
|        | font dels Horts      | Santa Coloma de Queralt | font         |                             | 41° 33′ 22″ N, 1° 24′ 45″ E / 41.556006368997°N,1.4124160562738°E   |                                            |                      | Modifica les dades a Wikidata |

## granja
| imatge | Nom                             | Ubicat a                | instància de | Detalls | coordenades                                                         | Protecció | Commons (més fotos) | Dades a WD                    |
| ------ | ------------------------------- | ----------------------- | ------------ | ------- | ------------------------------------------------------------------- | --------- | ------------------- | ----------------------------- |
|        | Granges de Llorenç              | Santa Coloma de Queralt | granja       |         | 41° 33′ 05″ N, 1° 25′ 20″ E / 41.5514333790688°N,1.42235999256758°E |           |                     | Modifica les dades a Wikidata |
|        | Granges de Mensa                | Santa Coloma de Queralt | granja       |         | 41° 32′ 02″ N, 1° 22′ 30″ E / 41.5339025878157°N,1.37492177170379°E |           |                     | Modifica les dades a Wikidata |
|        | Granges de Sant Vicenç          | Santa Coloma de Queralt | granja       |         | 41° 33′ 02″ N, 1° 25′ 12″ E / 41.5504897404609°N,1.41988898913949°E |           |                     | Modifica les dades a Wikidata |
|        | Granges de Vicenç Llorenç       | Santa Coloma de Queralt | granja       |         | 41° 31′ 55″ N, 1° 22′ 26″ E / 41.5319250261819°N,1.37392843690018°E |           |                     | Modifica les dades a Wikidata |
|        | Granges del Blas                | Santa Coloma de Queralt | granja       |         | 41° 31′ 55″ N, 1° 22′ 41″ E / 41.53197407771°N,1.37803864533603°E   |           |                     | Modifica les dades a Wikidata |
|        | Granges del Borràs              | Santa Coloma de Queralt | granja       |         | 41° 32′ 43″ N, 1° 26′ 06″ E / 41.5451660664174°N,1.43499311504288°E |           |                     | Modifica les dades a Wikidata |
|        | Granges del Cendra              | Santa Coloma de Queralt | granja       |         | 41° 32′ 17″ N, 1° 23′ 34″ E / 41.5381696209353°N,1.3927008012297°E  |           |                     | Modifica les dades a Wikidata |
|        | Granges del Cornet              | Santa Coloma de Queralt | granja       |         | 41° 32′ 12″ N, 1° 23′ 06″ E / 41.5366456823474°N,1.38486270723487°E |           |                     | Modifica les dades a Wikidata |
|        | Granges del Llorenç             | Santa Coloma de Queralt | granja       |         | 41° 32′ 04″ N, 1° 23′ 16″ E / 41.5344612648743°N,1.38773404657863°E |           |                     | Modifica les dades a Wikidata |
|        | Granges del Pedró               | Santa Coloma de Queralt | granja       |         | 41° 32′ 57″ N, 1° 24′ 37″ E / 41.5491852165379°N,1.41019694779043°E |           |                     | Modifica les dades a Wikidata |
|        | Granges del Quim Blanquer       | Santa Coloma de Queralt | granja       |         | 41° 32′ 04″ N, 1° 22′ 32″ E / 41.5345160008476°N,1.37562564428215°E |           |                     | Modifica les dades a Wikidata |
|        | Granges del Tasco               | Santa Coloma de Queralt | granja       |         | 41° 31′ 48″ N, 1° 22′ 34″ E / 41.5300265016617°N,1.37597770928601°E |           |                     | Modifica les dades a Wikidata |
|        | Granges del Trullols            | Santa Coloma de Queralt | granja       |         | 41° 32′ 21″ N, 1° 22′ 50″ E / 41.5392409452773°N,1.38047043620864°E |           |                     | Modifica les dades a Wikidata |
|        | Granja del Fotja                | Santa Coloma de Queralt | granja       |         | 41° 31′ 34″ N, 1° 23′ 54″ E / 41.5260064473544°N,1.39823964395146°E |           |                     | Modifica les dades a Wikidata |
|        | Granja del Miquel de les Planes | Santa Coloma de Queralt | granja       |         | 41° 31′ 27″ N, 1° 22′ 19″ E / 41.524287167065°N,1.37202229874228°E  |           |                     | Modifica les dades a Wikidata |
|        | Granja del Peoner               | Santa Coloma de Queralt | granja       |         | 41° 31′ 35″ N, 1° 23′ 22″ E / 41.5263509534745°N,1.38937373409384°E |           |                     | Modifica les dades a Wikidata |
|        | Granja del Valls                | Santa Coloma de Queralt | granja       |         | 41° 31′ 44″ N, 1° 22′ 59″ E / 41.528784743227°N,1.38309256334914°E  |           |                     | Modifica les dades a Wikidata |

## masia
| imatge | Nom                     | Ubicat a                | instància de | Detalls                     | coordenades                                                                                      | Protecció                                  | Commons (més fotos)                      | Dades a WD                    |
| ------ | ----------------------- | ----------------------- | ------------ | --------------------------- | ------------------------------------------------------------------------------------------------ | ------------------------------------------ | ---------------------------------------- | ----------------------------- |
|        | Ca l'Abaló              | Santa Coloma de Queralt | masia        |                             | 41° 33′ 08″ N, 1° 25′ 23″ E / 41.5521525853903°N,1.42291804366806°E                              |                                            |                                          | Modifica les dades a Wikidata |
|        | Ca l'Esteve             | Santa Coloma de Queralt | masia        |                             | 41° 34′ 20″ N, 1° 24′ 32″ E / 41.5723070665764°N,1.40897033266836°E                              |                                            |                                          | Modifica les dades a Wikidata |
|        | Ca l'Orga               | Santa Coloma de Queralt | masia        |                             | 41° 33′ 17″ N, 1° 25′ 02″ E / 41.55463°N,1.41725°E                                               |                                            |                                          | Modifica les dades a Wikidata |
|        | Cal Borrassó            | Santa Coloma de Queralt | masia        |                             | 41° 31′ 43″ N, 1° 22′ 46″ E / 41.5284913703553°N,1.37952802462212°E                              |                                            |                                          | Modifica les dades a Wikidata |
|        | Cal Calbet              | Santa Coloma de Queralt | masia        |                             | 41° 32′ 12″ N, 1° 20′ 24″ E / 41.536602089962°N,1.34006634560849°E                               |                                            |                                          | Modifica les dades a Wikidata |
|        | Cal Castelló            | Santa Coloma de Queralt | masia        |                             | 41° 31′ 47″ N, 1° 22′ 14″ E / 41.5297872953387°N,1.37052993072505°E                              |                                            |                                          | Modifica les dades a Wikidata |
|        | Cal Daniel de la Masia  | Santa Coloma de Queralt | masia        |                             | 41° 31′ 40″ N, 1° 23′ 23″ E / 41.5278868100304°N,1.38970719830646°E                              |                                            |                                          | Modifica les dades a Wikidata |
|        | Cal Ferrer              | Santa Coloma de Queralt | masia        |                             | 41° 33′ 24″ N, 1° 25′ 35″ E / 41.5565411135662°N,1.42636075736852°E                              |                                            |                                          | Modifica les dades a Wikidata |
|        | Cal Fúria               | Santa Coloma de Queralt | masia        | Estat: malmès               | 41° 34′ 11″ N, 1° 23′ 46″ E / 41.5698054668553°N,1.3961744677678°E 787 msnm                      |                                            | Cal Fúria                                | Modifica les dades a Wikidata |
|        | Cal Joan Xic            | Santa Coloma de Queralt | masia        |                             | 41° 33′ 09″ N, 1° 25′ 14″ E / 41.552589855148°N,1.42065319118577°E                               |                                            |                                          | Modifica les dades a Wikidata |
|        | Cal Llopard             | Santa Coloma de Queralt | masia        |                             | 41° 33′ 07″ N, 1° 25′ 28″ E / 41.551886152802°N,1.42450725539464°E                               |                                            |                                          | Modifica les dades a Wikidata |
|        | Cal Nou-sous            | Santa Coloma de Queralt | masia        |                             | 41° 32′ 22″ N, 1° 23′ 37″ E / 41.5395069200547°N,1.39365070585054°E                              |                                            |                                          | Modifica les dades a Wikidata |
|        | Cal Pardalet            | Santa Coloma de Queralt | masia        |                             | 41° 33′ 05″ N, 1° 26′ 46″ E / 41.5514688111723°N,1.446123989409°E                                |                                            |                                          | Modifica les dades a Wikidata |
|        | Cal Pedró               | Santa Coloma de Queralt | masia        |                             | 41° 33′ 10″ N, 1° 25′ 05″ E / 41.5528774092654°N,1.41798427860614°E                              |                                            |                                          | Modifica les dades a Wikidata |
|        | Cal Perelló             | Santa Coloma de Queralt | masia        |                             | 41° 31′ 28″ N, 1° 20′ 20″ E / 41.524344076628°N,1.3388823759274°E                                |                                            |                                          | Modifica les dades a Wikidata |
|        | Cal Porta               | Santa Coloma de Queralt | masia        |                             | 41° 31′ 56″ N, 1° 19′ 25″ E / 41.5321405295858°N,1.32371071886116°E                              |                                            |                                          | Modifica les dades a Wikidata |
|        | Cal Roc                 | Santa Coloma de Queralt | masia        |                             | 41° 31′ 43″ N, 1° 20′ 03″ E / 41.5285098473566°N,1.33418436224819°E                              |                                            |                                          | Modifica les dades a Wikidata |
|        | Cal Roset               | Santa Coloma de Queralt | masia        |                             | 41° 31′ 54″ N, 1° 19′ 27″ E / 41.5317878989847°N,1.32423524974716°E                              |                                            |                                          | Modifica les dades a Wikidata |
|        | Cal Sebastià            | Santa Coloma de Queralt | masia        |                             | 41° 33′ 08″ N, 1° 24′ 45″ E / 41.5521429568923°N,1.41240264834693°E                              |                                            |                                          | Modifica les dades a Wikidata |
|        | Cal Soler               | Santa Coloma de Queralt | masia        |                             | 41° 34′ 27″ N, 1° 25′ 40″ E / 41.5742134626289°N,1.42773097869874°E                              |                                            |                                          | Modifica les dades a Wikidata |
|        | Cal Tinent              | Santa Coloma de Queralt | masia        |                             | 41° 31′ 49″ N, 1° 20′ 53″ E / 41.5304018672225°N,1.34795611055919°E                              |                                            |                                          | Modifica les dades a Wikidata |
|        | Cal Torres de la Serra  | Santa Coloma de Queralt | masia        |                             | 41° 34′ 12″ N, 1° 24′ 24″ E / 41.5698878305107°N,1.40663096040715°E                              |                                            |                                          | Modifica les dades a Wikidata |
|        | Cal Xoques              | Santa Coloma de Queralt | masia        |                             | 41° 34′ 25″ N, 1° 25′ 32″ E / 41.573598666746°N,1.42558689322855°E                               |                                            |                                          | Modifica les dades a Wikidata |
|        | Can Plaça               | Santa Coloma de Queralt | masia        |                             | 41° 34′ 07″ N, 1° 24′ 02″ E / 41.5687419620914°N,1.40065037082924°E                              |                                            |                                          | Modifica les dades a Wikidata |
|        | Caseta del Martí        | Santa Coloma de Queralt | masia        |                             | 41° 32′ 07″ N, 1° 23′ 32″ E / 41.5351621250343°N,1.39211597564721°E                              |                                            |                                          | Modifica les dades a Wikidata |
|        | Hostal de l'Estopa      | Santa Coloma de Queralt | masia        |                             | 41° 31′ 34″ N, 1° 19′ 55″ E / 41.5261819690755°N,1.33203873938763°E                              |                                            |                                          | Modifica les dades a Wikidata |
|        | Mas Roig                | Santa Coloma de Queralt | masia        |                             | 41° 31′ 50″ N, 1° 23′ 39″ E / 41.530570111566°N,1.39415953275219°E                               |                                            |                                          | Modifica les dades a Wikidata |
|        | Mas d'en Briàs          | Santa Coloma de Queralt | masia        | Estil: arquitectura barroca | 41° 32′ 11″ N, 1° 24′ 05″ E / 41.536499°N,1.401358°E ca:Camí que surt de la carretera d'Igualada | bé integrant del patrimoni cultural català | Mas d'en Briàs (Santa Coloma de Queralt) | Modifica les dades a Wikidata |
|        | Mas d'en Gaixet         | Santa Coloma de Queralt | masia        |                             | 41° 32′ 22″ N, 1° 24′ 38″ E / 41.5395086636271°N,1.41062582422637°E                              |                                            |                                          | Modifica les dades a Wikidata |
|        | Mas d'en Vent           | Santa Coloma de Queralt | masia        |                             | 41° 31′ 56″ N, 1° 25′ 14″ E / 41.5321788178616°N,1.42056252510766°E                              |                                            |                                          | Modifica les dades a Wikidata |
|        | Mas d'en Xup            | Santa Coloma de Queralt | masia        |                             | 41° 32′ 32″ N, 1° 24′ 53″ E / 41.5421508672435°N,1.41476911214966°E                              |                                            |                                          | Modifica les dades a Wikidata |
|        | Mas de l'Arengada       | Santa Coloma de Queralt | masia        |                             | 41° 31′ 36″ N, 1° 19′ 48″ E / 41.5266555584272°N,1.3299170929785°E                               |                                            |                                          | Modifica les dades a Wikidata |
|        | Mas de la Teuleria      | Santa Coloma de Queralt | masia        |                             | 41° 32′ 51″ N, 1° 25′ 54″ E / 41.5475974161956°N,1.43164931158891°E                              |                                            |                                          | Modifica les dades a Wikidata |
|        | Mas del Comte           | Santa Coloma de Queralt | masia        |                             | 41° 32′ 36″ N, 1° 24′ 18″ E / 41.543347°N,1.404952°E                                             | bé integrant del patrimoni cultural català | Mas del Comte (Santa Coloma de Queralt)  | Modifica les dades a Wikidata |
|        | Masia de l'Amic         | Santa Coloma de Queralt | masia        |                             | 41° 31′ 27″ N, 1° 23′ 18″ E / 41.5241662520108°N,1.38837322205277°E                              |                                            |                                          | Modifica les dades a Wikidata |
|        | Masia de l'Aumella      | Santa Coloma de Queralt | masia        |                             | 41° 33′ 01″ N, 1° 24′ 11″ E / 41.5503912703935°N,1.40298530838168°E                              |                                            |                                          | Modifica les dades a Wikidata |
|        | Masia del Martí         | Santa Coloma de Queralt | masia        |                             | 41° 33′ 19″ N, 1° 25′ 29″ E / 41.5551852152663°N,1.42469092782664°E                              |                                            |                                          | Modifica les dades a Wikidata |
|        | Masia del Paco Balcells | Santa Coloma de Queralt | masia        |                             | 41° 31′ 39″ N, 1° 22′ 41″ E / 41.5274329553593°N,1.37792436478723°E                              |                                            |                                          | Modifica les dades a Wikidata |
|        | Masia del Pereres       | Santa Coloma de Queralt | masia        |                             | 41° 31′ 38″ N, 1° 21′ 41″ E / 41.5272239658806°N,1.36128128907959°E                              |                                            |                                          | Modifica les dades a Wikidata |
|        | Masia del Rosic         | Santa Coloma de Queralt | masia        |                             | 41° 31′ 56″ N, 1° 22′ 21″ E / 41.5322566754555°N,1.37254165334036°E                              |                                            |                                          | Modifica les dades a Wikidata |
|        | Masieta de Cal Fúria    | Santa Coloma de Queralt | masia        |                             | 41° 34′ 17″ N, 1° 23′ 51″ E / 41.5712741422709°N,1.39750544617762°E                              |                                            |                                          | Modifica les dades a Wikidata |
|        | el Ciment               | Santa Coloma de Queralt | masia        |                             | 41° 31′ 49″ N, 1° 22′ 40″ E / 41.5301587373628°N,1.37768845110312°E                              |                                            |                                          | Modifica les dades a Wikidata |
|        | la Bovera               | Santa Coloma de Queralt | masia        |                             | 41° 33′ 08″ N, 1° 25′ 47″ E / 41.5521387157972°N,1.42980090532583°E                              |                                            |                                          | Modifica les dades a Wikidata |
|        | la Casa Blanca          | Santa Coloma de Queralt | masia        |                             | 41° 31′ 59″ N, 1° 20′ 06″ E / 41.5329605950579°N,1.33489724170043°E                              |                                            |                                          | Modifica les dades a Wikidata |
|        | la Masieta              | Santa Coloma de Queralt | masia        |                             | 41° 34′ 35″ N, 1° 25′ 36″ E / 41.5763773209863°N,1.42657495396534°E                              |                                            |                                          | Modifica les dades a Wikidata |

## molí d'aigua
| imatge | Nom                         | Ubicat a                | instància de | Detalls                                  | coordenades                                                                                   | Protecció                                  | Commons (més fotos)                    | Dades a WD                    |
| ------ | --------------------------- | ----------------------- | ------------ | ---------------------------------------- | --------------------------------------------------------------------------------------------- | ------------------------------------------ | -------------------------------------- | ----------------------------- |
|        | Molinet del Roset           | Santa Coloma de Queralt | molí d'aigua | Estil: arquitectura popular              |                                                                                               | bé integrant del patrimoni cultural català |                                        | Modifica les dades a Wikidata |
|        | Molí Nou                    | Santa Coloma de Queralt | molí d'aigua | Estil: arquitectura popular              | 41° 31′ 42″ N, 1° 23′ 28″ E / 41.528314°N,1.39113°E                                           | bé integrant del patrimoni cultural català | Molí Nou (Santa Coloma de Queralt)     | Modifica les dades a Wikidata |
|        | Molí de Pocarull            | Santa Coloma de Queralt | molí d'aigua | Estil: arquitectura popular              | 41° 31′ 16″ N, 1° 23′ 45″ E / 41.521017°N,1.395852°E ca:Camí dels Molins                      | bé integrant del patrimoni cultural català | Molí de Pocarull                       | Modifica les dades a Wikidata |
|        | Molí de la Torre            | Santa Coloma de Queralt | molí d'aigua | Estil: arquitectura gòtica               | 41° 31′ 35″ N, 1° 23′ 26″ E / 41.52628°N,1.390548°E ca:Camí dels Molins                       | bé integrant del patrimoni cultural català | Molí de la Torre                       | Modifica les dades a Wikidata |
|        | Molí de na Bruna            | Santa Coloma de Queralt | molí d'aigua | Estil: arquitectura popular 13rd century | 41° 31′ 57″ N, 1° 23′ 16″ E / 41.532596°N,1.387753°E ca:Ctra. de la Llacuna - c. de les Flors | bé integrant del patrimoni cultural català | Molí de na Bruna                       | Modifica les dades a Wikidata |
|        | Molí del Sol                | Santa Coloma de Queralt | molí d'aigua | Estil: arquitectura popular              | 41° 31′ 10″ N, 1° 23′ 51″ E / 41.519553°N,1.397623°E ca:Camí dels Molins                      | bé integrant del patrimoni cultural català | Molí del Sol (Santa Coloma de Queralt) | Modifica les dades a Wikidata |
|        | Molí fariner del Petronillo | Santa Coloma de Queralt | molí d'aigua | Estil: arquitectura gòtica               | 41° 31′ 14″ N, 1° 23′ 22″ E / 41.520558208411°N,1.3893139694787°E                             | bé integrant del patrimoni cultural català | Molí fariner del Petronillo            | Modifica les dades a Wikidata |

## muntanya
| imatge | Nom                | Ubicat a                          | instància de | Detalls | coordenades                                                         | Protecció | Commons (més fotos) | Dades a WD                    |
| ------ | ------------------ | --------------------------------- | ------------ | ------- | ------------------------------------------------------------------- | --------- | ------------------- | ----------------------------- |
|        | Tossa de la Bovera | Santa Coloma de Queralt Argençola | muntanya     |         | 41° 33′ 09″ N, 1° 25′ 56″ E / 41.55254417°N,1.43211667°E 811.3 msnm |           |                     | Modifica les dades a Wikidata |
|        | Tossal Rodó        | Santa Coloma de Queralt Conesa    | muntanya     |         | 41° 31′ 20″ N, 1° 19′ 24″ E / 41.5221°N,1.32344°E 765.5 msnm        |           |                     | Modifica les dades a Wikidata |
|        | Tossal Roig        | Santa Coloma de Queralt           | muntanya     |         | 41° 32′ 52″ N, 1° 24′ 49″ E / 41.5477°N,1.41351°E 746.2 msnm        |           |                     | Modifica les dades a Wikidata |

## plaça
| imatge | Nom                 | Ubicat a                | instància de | Detalls                    | coordenades                                                                 | Protecció                                  | Commons (més fotos)                           | Dades a WD                    |
| ------ | ------------------- | ----------------------- | ------------ | -------------------------- | --------------------------------------------------------------------------- | ------------------------------------------ | --------------------------------------------- | ----------------------------- |
|        | plaça de l'Església | Santa Coloma de Queralt | plaça        | Estil: arquitectura gòtica | 41° 31′ 56″ N, 1° 23′ 06″ E / 41.532245°N,1.385038°E ca:Plaça de l'Església | bé integrant del patrimoni cultural català | Plaça de l'Església (Santa Coloma de Queralt) | Modifica les dades a Wikidata |
|        | plaça del Portalet  | Santa Coloma de Queralt | plaça        |                            | 41° 31′ 54″ N, 1° 23′ 07″ E / 41.53170961435136°N,1.3852063527613043°E      |                                            |                                               | Modifica les dades a Wikidata |

## pont
| imatge | Nom                 | Ubicat a                | instància de | Detalls                        | coordenades                                                         | Protecció | Commons (més fotos) | Dades a WD                    |
| ------ | ------------------- | ----------------------- | ------------ | ------------------------------ | ------------------------------------------------------------------- | --------- | ------------------- | ----------------------------- |
|        | Pont de Cal Marc    | Santa Coloma de Queralt | pont         |                                | 41° 32′ 32″ N, 1° 24′ 27″ E / 41.5421765516667°N,1.40750338828112°E |           |                     | Modifica les dades a Wikidata |
|        | Pont de l'Aumella   | Santa Coloma de Queralt | pont         |                                | 41° 32′ 51″ N, 1° 24′ 13″ E / 41.5476085595485°N,1.40366527646286°E |           |                     | Modifica les dades a Wikidata |
|        | Pont de la Barquera | Santa Coloma de Queralt | pont         |                                | 41° 32′ 13″ N, 1° 23′ 20″ E / 41.5369714519063°N,1.38882250550453°E |           |                     | Modifica les dades a Wikidata |
|        | Pont dels Ferriols  | Santa Coloma de Queralt | pont         | Llarg: 28.5m Superfície: 285m² | 41° 31′ 40″ N, 1° 24′ 00″ E / 41.5278144086888°N,1.40000491850256°E |           |                     | Modifica les dades a Wikidata |

## portal
| imatge | Nom                                   | Ubicat a                | instància de             | Detalls                      | coordenades                                          | Protecció                                  | Commons (més fotos)                | Dades a WD                    |
| ------ | ------------------------------------- | ----------------------- | ------------------------ | ---------------------------- | ---------------------------------------------------- | ------------------------------------------ | ---------------------------------- | ----------------------------- |
|        | Portal d'entrada a l'Hospital Jueu    | Santa Coloma de Queralt | portal                   | Estil: arquitectura popular  | 41° 31′ 58″ N, 1° 23′ 03″ E / 41.532808°N,1.384228°E | bé integrant del patrimoni cultural català | Portal d'entrada a l'Hospital Jueu | Modifica les dades a Wikidata |
|        | Portalada de Santa Maria de Bell-lloc | Santa Coloma de Queralt | portal portal d'església | Estil: arquitectura romànica |                                                      |                                            |                                    | Modifica les dades a Wikidata |

## Misc
| imatge | Nom                                          | Ubicat a                          | instància de        | Detalls                                                 | coordenades                                                                           | Protecció                                            | Commons (més fotos)                                           | Dades a WD                    |
| ------ | -------------------------------------------- | --------------------------------- | ------------------- | ------------------------------------------------------- | ------------------------------------------------------------------------------------- | ---------------------------------------------------- | ------------------------------------------------------------- | ----------------------------- |
|        | Almenara                                     | Santa Coloma de Queralt           | vilatge masia       |                                                         | 41° 32′ 46″ N, 1° 26′ 52″ E / 41.54612°N,1.44786°E 804 msnm                           |                                                      |                                                               | Modifica les dades a Wikidata |
|        | Carrerada de Santa Coloma                    | Santa Coloma de Queralt           | carrerada           |                                                         |                                                                                       |                                                      |                                                               | Modifica les dades a Wikidata |
|        | Escut de la façana de l'Ajuntament           | Santa Coloma de Queralt           | relleu              | Estil: arquitectura barroca                             | 41° 31′ 57″ N, 1° 23′ 01″ E / 41.532412°N,1.383586°E                                  | bé integrant del patrimoni cultural català           | Escut de la façana de l'Ajuntament de Santa Coloma de Queralt | Modifica les dades a Wikidata |
|        | Muralles de Santa Coloma de Queralt          | Santa Coloma de Queralt           | muralla urbana      | 14th century                                            | 41° 31′ 54″ N, 1° 22′ 58″ E / 41.5317°N,1.38289°E ca:Passeig de la Muralla 680 msnm   | bé d'interès cultural bé cultural d'interès nacional | Muralles de Santa Coloma de Queralt                           | Modifica les dades a Wikidata |
|        | Nucli de Santa Coloma de Queralt             | Santa Coloma de Queralt           | centre històric     |                                                         | 41° 31′ 56″ N, 1° 23′ 02″ E / 41.53225°N,1.38388°E ca:Plaça Major i voltants 675 msnm | bé d'interès cultural bé cultural d'interès nacional | Nucli de Santa Coloma de Queralt                              | Modifica les dades a Wikidata |
|        | Polígon industrial El Pont de la Barquera    | Santa Coloma de Queralt           | polígon industrial  |                                                         | 41° 32′ 13″ N, 1° 23′ 28″ E / 41.5368416028036°N,1.39112734933678°E                   |                                                      |                                                               | Modifica les dades a Wikidata |
|        | Porxos de la plaça Major                     | Santa Coloma de Queralt           | porxe               | Estil: arquitectura gòtica arquitectura del Renaixement | 41° 31′ 57″ N, 1° 23′ 01″ E / 41.532533°N,1.383707°E                                  | bé integrant del patrimoni cultural català           | Plaça Major (Santa Coloma de Queralt)                         | Modifica les dades a Wikidata |
|        | Pou de gel de Santa Coloma de Queralt        | Santa Coloma de Queralt           | pou de neu          | Estil: arquitectura popular                             | 41° 31′ 32″ N, 1° 23′ 25″ E / 41.525543°N,1.390247°E                                  | bé integrant del patrimoni cultural català           | Pou de gel (Santa Coloma de Queralt)                          | Modifica les dades a Wikidata |
|        | Rentador públic de Santa Coloma de Queralt   | Santa Coloma de Queralt           | safareig            | Estil: arquitectura popular                             | 41° 31′ 58″ N, 1° 23′ 13″ E / 41.532776522234734°N,1.387035947009802°E                | bé integrant del patrimoni cultural català           | Rentador públic de Santa Coloma de Queralt                    | Modifica les dades a Wikidata |
|        | Resclosa de l'Escorxador                     | Santa Coloma de Queralt           | resclosa            | Estil: arquitectura popular                             | 41° 31′ 49″ N, 1° 23′ 21″ E / 41.530347°N,1.38907°E                                   | bé integrant del patrimoni cultural català           | Resclosa de l'Escorxador (Santa Coloma de Queralt)            | Modifica les dades a Wikidata |
|        | Teatre Municipal L'Estrella                  | Santa Coloma de Queralt           | teatre              | Estil: racionalisme arquitectònic 1934                  | 41° 31′ 51″ N, 1° 22′ 53″ E / 41.53088692403659°N,1.3812593376505191°E                | bé integrant del patrimoni cultural català           | Teatre Municipal L'Estrella                                   | Modifica les dades a Wikidata |
|        | Torre de guaita del Mas d'en Ganxet          | Santa Coloma de Queralt           | torre de sentinella | Estil: arquitectura popular                             |                                                                                       | bé integrant del patrimoni cultural català           | Torre de guaita del Mas d'en Ganxet                           | Modifica les dades a Wikidata |
|        | casa consistorial de Santa Coloma de Queralt | Santa Coloma de Queralt           | casa consistorial   |                                                         | 41° 31′ 57″ N, 1° 23′ 01″ E / 41.5323746°N,1.3835456°E                                |                                                      | Ajuntament de Santa Coloma de Queralt                         | Modifica les dades a Wikidata |
|        | cementiri d'Aguiló                           | Santa Coloma de Queralt           | cementiri           |                                                         | 41° 32′ 57″ N, 1° 25′ 14″ E / 41.5492631179621°N,1.42042244156666°E                   |                                                      |                                                               | Modifica les dades a Wikidata |
|        | serra de la Portella                         | Argençola Santa Coloma de Queralt | serra               |                                                         | 41° 34′ 30″ N, 1° 24′ 34″ E / 41.5751°N,1.4094°E 811.1 msnm                           |                                                      |                                                               | Modifica les dades a Wikidata |
|        | sitja de Santa Coloma de Queralt             | Santa Coloma de Queralt           | sitja               | Estil: Tipo D 1970 Superfície: 410m²                    | 41° 32′ 19″ N, 1° 22′ 42″ E / 41.53872222222222°N,1.37825°E                           |                                                      |                                                               | Modifica les dades a Wikidata |